# تنبل دوانگشتی
تنبل دوانگشتی (نام علمی: Choloepus) نام یک سرده از تیره بزرگ‌پنجگان است.

## گونه‌ها
- تنبل دوانگشتی لینه،  Choloepus didactylus
- تنبل دوانگشتی هوفمان،  Choloepus hoffmanni